# Algemene Begraafplaats Schoorl
De Algemene Begraafplaats aan de Molenweg in de voormalige Nederlandse gemeente Schoorl dateert uit 1923 en behoort nu tot de gemeente Bergen. 
Nadat koning Willem I in een Koninklijk Besluit in 1829 had vastgelegd dat gemeenten met meer dan 1000 inwoners hun doden niet meer in de bebouwde kom mochten begraven, besloten Schoorl en Groet samen een algemene begraafplaats aan te leggen. De weg erheen werd de Doodweg genoemd maar heet nu de Molenweg.

## Bijzondere graven
- Van 1951-1958 heeft een groep van 16 Russische vluchtelingen in Schoorl gewoond. Daarna verhuisde de groep naar het Russenhuis in Den Haag. Al deze Russen werden hier in Schoorl begraven. Op hun grafstenen staat een orthodox Russisch kruis.
- Er zijn ook graven van militairen die aan het begin van de Tweede Wereldoorlog aanspoelden. Hier legt de gemeente Bergen ieder jaar op 4 mei een krans. Daarnaast staat er sinds 2013 een herdenkingsmonument voor de drie omgekomen joodse ingezetenen van Schoorl.

## Bekende Nederlanders
- Marie Joseph Brusse (1873-1941), schrijver
- Piet Wiegman (1885-1963), kunstenaar

## Galerij

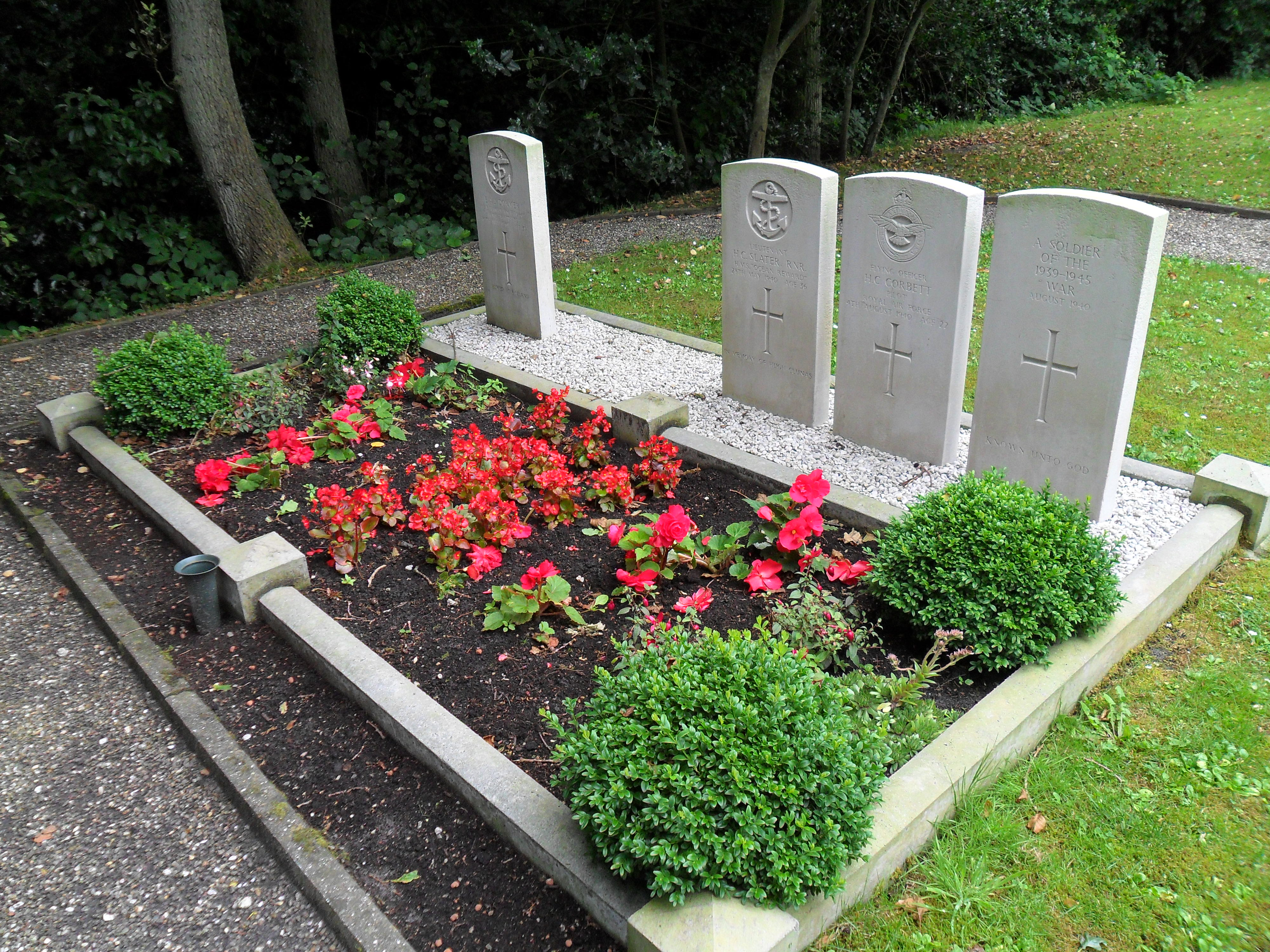
De vier oorlogsgraven van militairen op de algemene begraafplaats Schoorl.
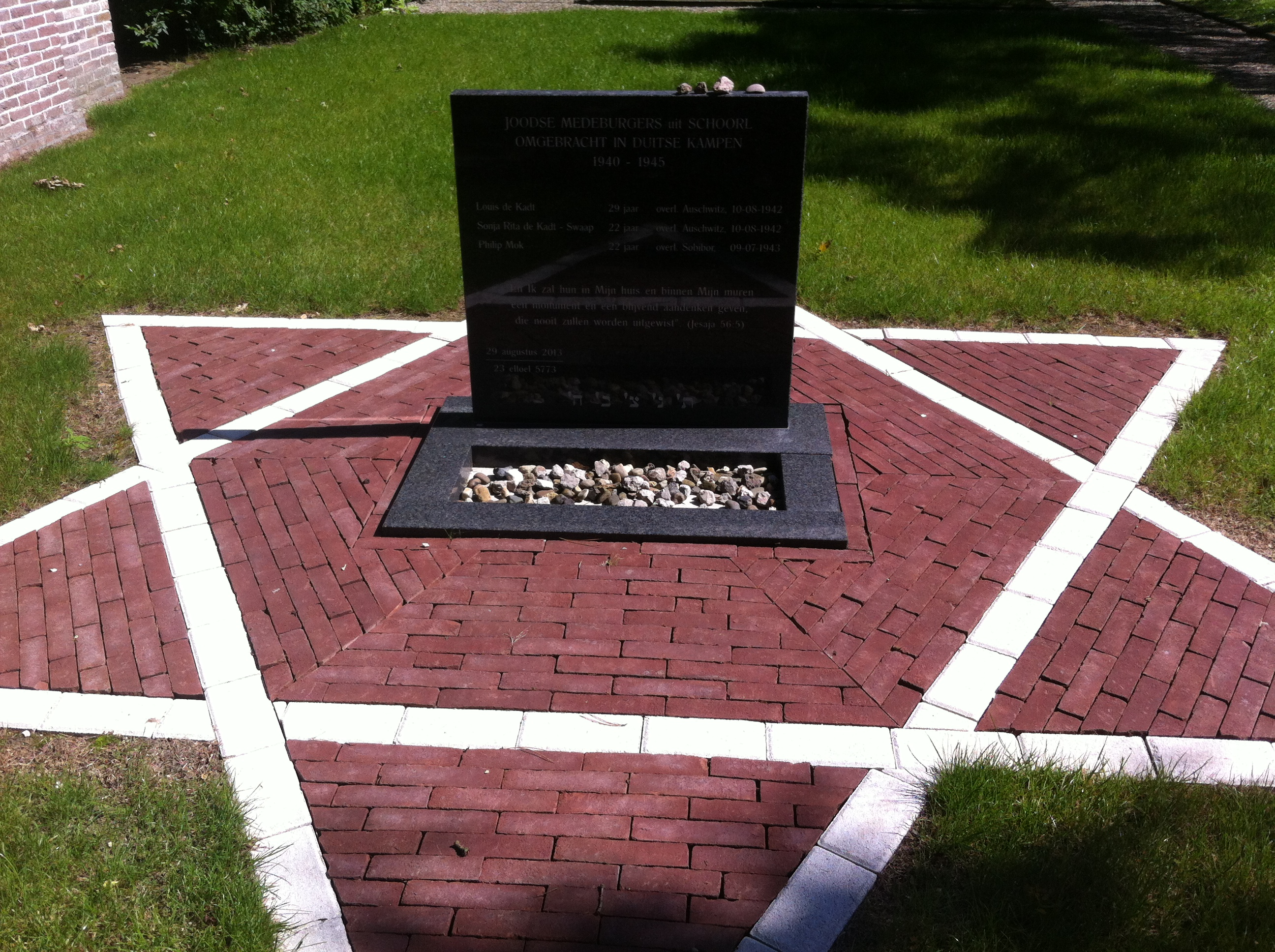
Herdenkingsmonument voor de drie omgekomen joodse ingezetenen uit Schoorl.
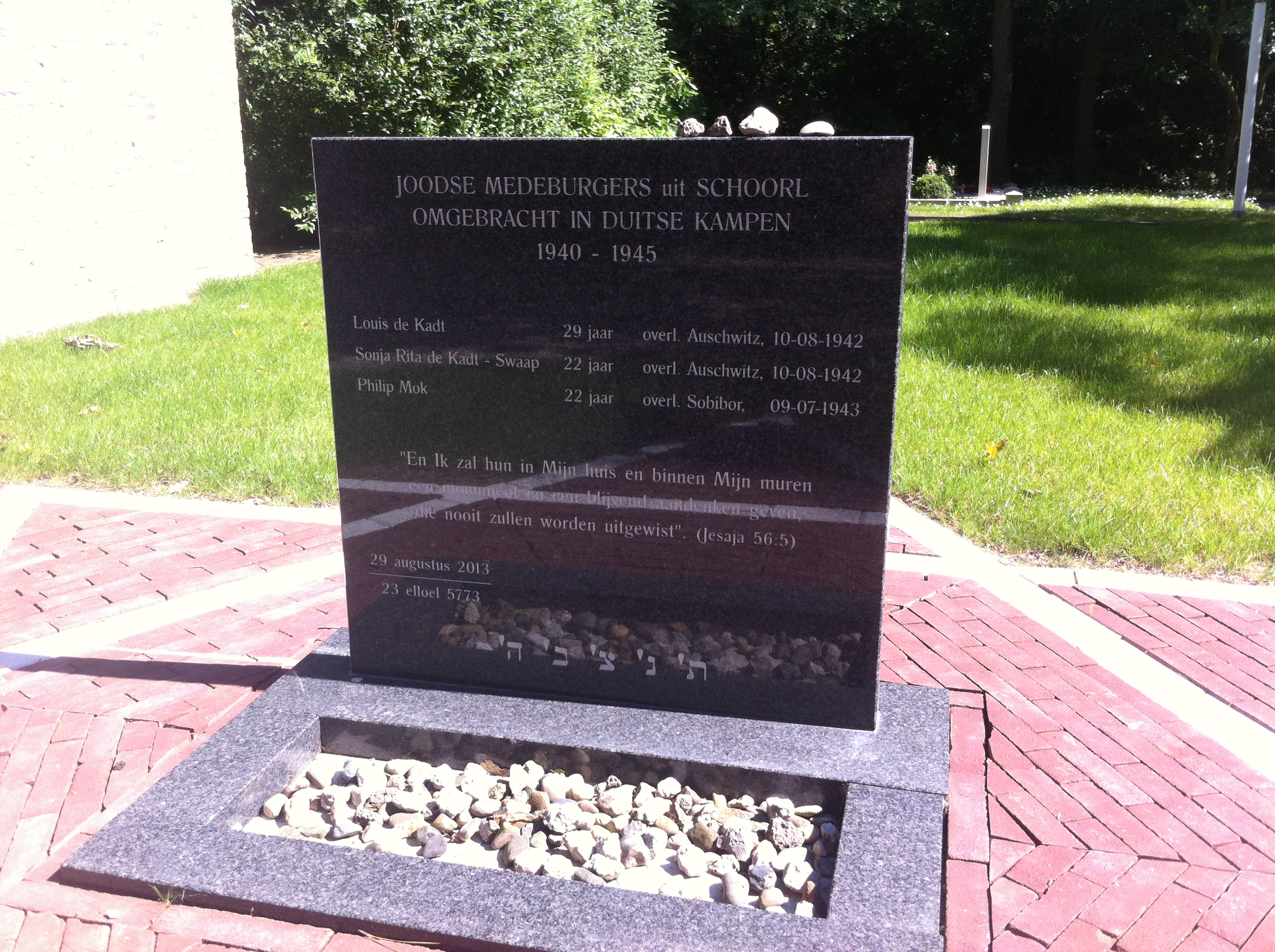
Ingezoomd op de tekst van het herdenkingsmonument.
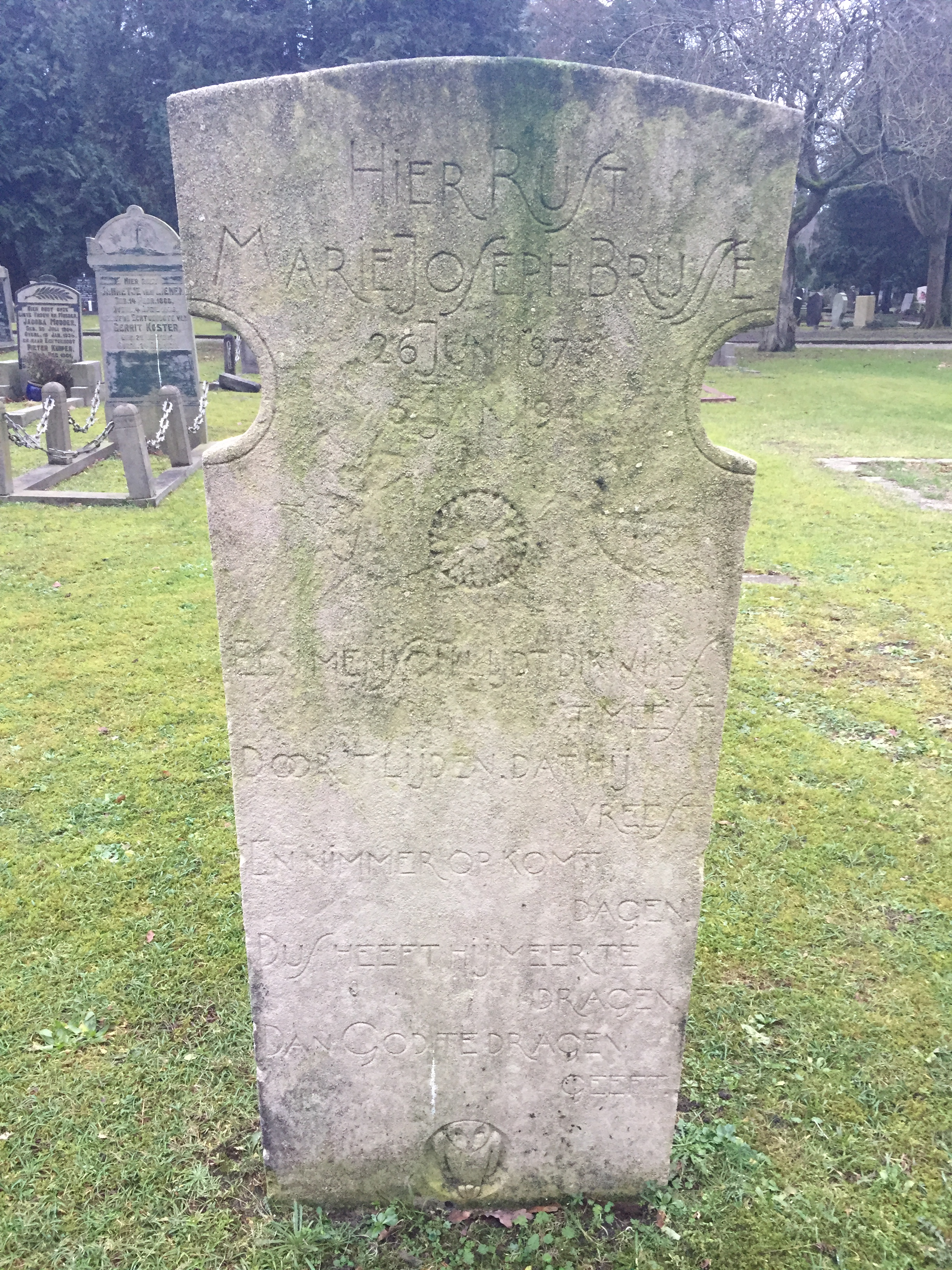
Het graf van Marie Joseph Brusse.